# Troféu da Arrábida 2025
De achtste editie van de Portugese wielerwedstrijd Troféu da Arrábida vond plaats op 23 maart 2025. De 115 deelnemers startten in Sesimbra en finishten 173,8 kilometer later in Setúbal. De wedstrijd maakte deel uit van de UCI Europe Tour, met de categorie 1.2. De Italiaan Luca Giaimi won, voor de Argentijn Nicolás Tivani en de Brit Harrison Wood.

## Uitslag
| Plaats  | Naam                   | Ploeg                                | Tijd     |
| ------- | ---------------------- | ------------------------------------ | -------- |
| Winnaar | Luca Giaimi            | UAE Team Emirates Gen Z              | 3u54'55" |
| 2       | Nicolás Tivani         | Aviludo-Louletano-Loulé              | z.t.     |
| 3       | Harrison Wood          | Anicolor/Tien 21                     | z.t.     |
| 4       | Keegan Swirbul         | Efapel                               | z.t.     |
| 5       | Kieran Haug            | Project Echelon                      | + 3"     |
| 6       | Jesús David Peña       | APHotels & Resorts/Tavira/SC Farense | + 17"    |
| 7       | Diogo Gonçalves        | FEIRENSE-BEECELER                    | + 18"    |
| 8       | José María García      | Illes Balears Arabay                 | + 27"    |
| 9       | Afonso Silva           | APHotels & Resorts/Tavira/SC Farense | + 39"    |
| 10      | Matthias Schwarzbacher | UAE Team Emirates Gen Z              | + 41"    |
| 11      | Emanuel Duarte         | Credibom/LA Alumínios/Marcos Car     | + 42"    |
| 12      | Alexis Guérin          | Anicolor/Tien 21                     | z.t.     |
| 13      | Adrià Pericas          | UAE Team Emirates Gen Z              | z.t.     |
| 14      | Alexandre Montez       | Credibom/LA Alumínios/Marcos Car     | + 44"    |
| 15      | Rafael Reis            | Anicolor/Tien 21                     | + 48"    |
| 16      | Ellande Larronde       | Caja Rural-Alea                      | + 1'26"  |
| 17      | João Medeiros          | Credibom/LA Alumínios/Marcos Car     | z.t.     |
| 18      | Pedro Pinto            | Efapel                               | z.t.     |
| 19      | Hugo Nunes             | Credibom/LA Alumínios/Marcos Car     | z.t.     |
| 20      | Hugo Scala             | Project Echelon                      | z.t.     |